# Petracola angustisoma
Petracola angustisoma — вид ящірок родини гімнофтальмових (Gymnophthalmidae). Ендемік Перу. Описаний у 2015 році.

## Поширення і екологія
Petracola angustisoma відомі з типової місцевості, розташованої в околицях Кокачімби, в провінції Бонгара в регіоні Амазонас, на висоті 1889 м над рівнем моря.